# Sonny Rollins and the Contemporary Leaders
| Recensione | Giudizio |
| ---------- | -------- |
| AllMusic   |          |

Sonny Rollins and the Contemporary Leaders è un album in studio del sassofonista jazz statunitense Sonny Rollins, pubblicato dalla Contemporary Records nel luglio del 1959.

## Tracce
LP (1959, Contemporary Records, M 3564/S 7564)
Lato A
1. I've Told Ev'ry Little Star – 5:24 (testo: Oscar Hammerstein II – musica: Jerome Kern)
2. Rock-A-Bye Your Baby with a Dixie Melody – 4:50 (testo: Samuel M. Lewis, Joseph Young – musica: Jean Schwartz)
3. How High the Moon – 7:45 (testo: Nancy Hamilton – musica: William M. Lewis, Jr.)
4. You – 4:14 (Harold Adamson, Walter Donaldson)

Lato B
1. I've Found a New Baby – 3:35 (Jack Palmer, Spencer Williams)
2. Alone Together – 5:50 (testo: Howard Dietz – musica: Arthur Schwartz)
3. In the Chapel in the Moonlight – 6:40 (Billy Hill)
4. The Song Is You – 6:10 (testo: Oscar Hammerstein II – musica: Jerome Kern)

CD (1988, Original Jazz Classics, OJCCD-340-2)
1. I've Told Ev'ry Little Star – 5:24 (testo: Oscar Hammerstein II – musica: Jerome Kern)
2. Rock-A-Bye Your Baby with a Dixie Melody – 4:50 (testo: Samuel M Lewis, Joseph Young – musica: Jean Schwartz)
3. How High the Moon – 7:41 (testo: Nancy Hamilton – musica: William M. Lewis, Jr.)
4. You – 4:14 (Harold Adamson, Walter Donaldson)
5. I've Found a New Baby – 3:36 (Jack Palmer, Spencer Williams)
6. I've Found a New Baby (alternate take) – 4:20 (Jack Palmer, Spencer Williams) – Traccia bonus
7. Alone Together – 5:56 (testo: Howard Dietz – musica: Arthur Schwartz)
8. In the Chapel in the Moonlight – 6:40 (Billy Hill)
9. The Song Is You – 5:41 (testo: Oscar Hammerstein II – musica: Jerome Kern)
10. The Song Is You (alternate take) – 6:10 (testo: Oscar Hammerstein II – musica: Jerome Kern) – Traccia bonus

## Formazione
- Sonny Rollins – sassofono tenore
- Hampton Hawes – pianoforte (eccetto nel brano: How High the Moon)
- Barney Kessel – chitarra
- Leroy Vinnegar – contrabbasso
- Shelly Manne – batteria (eccetto nei brani: How High the Moon e In the Chapel in the Moonlight)
- Victor Feldman – vibrafono (solo nel brano: You)

### Produzione
- Lester Koenig – produzione, note retrocopertina album originale
- Registrazioni effettuate al Contemporary's Studio di Los Angeles, California (Stati Uniti) il 20, 21 e 22 ottobre 1958
- Roy DuNann – ingegnere delle registrazioni
- Guidi/Tri-Arts – design copertina album originale
- William Claxton – foto copertina album originale [3]